# Bleu de réserve

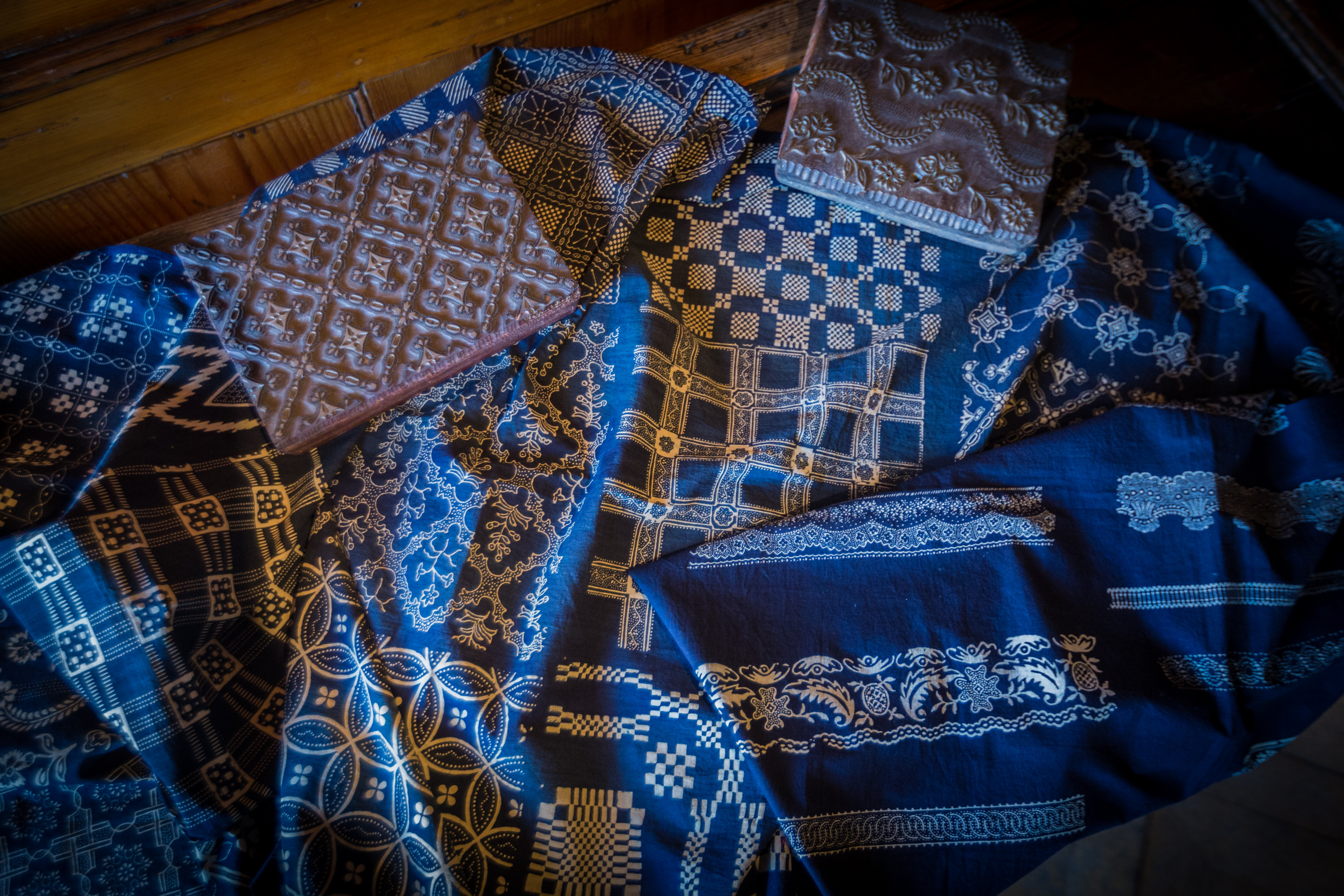
Bettelkelsch au Musée alsacien de Strasbourg.

La technique dite « au bleu de réserve » présente des motifs blancs sur fond bleu, fabriqué en Europe centrale et en Alsace à partir du XVIIIe siècle.
Le Bettelkelsch ou  Armelittekelsch – « kelsch des mendiants » ou des « pauvres gens » – est un Kelsch d'Alsace imprimé selon cette technique.
L’« impression en bleu de réserve » ou « teinture en bleu de réserve » (Le Blaudruck / Modrotisk / Kékfestés / Modrotlač, impression de réserves à la planche et teinture à l’indigo en Europe) est inscrite le 29 novembre 2018 sur la liste représentative du patrimoine culturel immatériel de l’humanité par l'UNESCO.

## Historique
Kelsch tissé et kelsch imprimé ont deux points communs : l’emploi de la couleur bleue, à l’origine extraite du pastel, plante cultivée dans les environs de Cologne (« kelsch vient de kölnisch blau ») et leur utilisation pour la confection de taies d’oreiller, d’édredons et de rideaux d’alcôve.
La pratique du « bleu de réserve » est une des nombreuses techniques de teinture « en réserve » pratiquées dans le monde. Elle est proche de celle du batik, pour lequel l’application de cire permet d’éviter de teindre une partie du tissu, afin de mettre en valeur des motifs décoratifs clairs.
Ce procédé est arrivé en Europe grâce à la Compagnie des Indes, qui faisait, entre autres, commerce de porcelaines chinoises à décors bleus, très prisées en Europe et imitées par les faïences de Delft. Le bleu étant alors une couleur très recherchée, la Compagnie des Indes importe aussi de l’indigo, un colorant bleu bien plus efficace que le pastel.
En Allemagne, la première teinture en bleu de réserve est réalisée par Jeremias Neuhofer à Augsbourg en 1689. Ce genre de tissu existe toutefois depuis bien plus longtemps, puisqu’une petite tunique confectionnée en coton bleu imprimé en réserve a été découverte en Égypte dans une tombe d’enfant du IVe siècle. En France, des restes de tissu bleu à réserve ont pu être observés à Arles, dans la tombe de l’évêque Caesarius, mort au Ve siècle.

## Les planches à imprimer

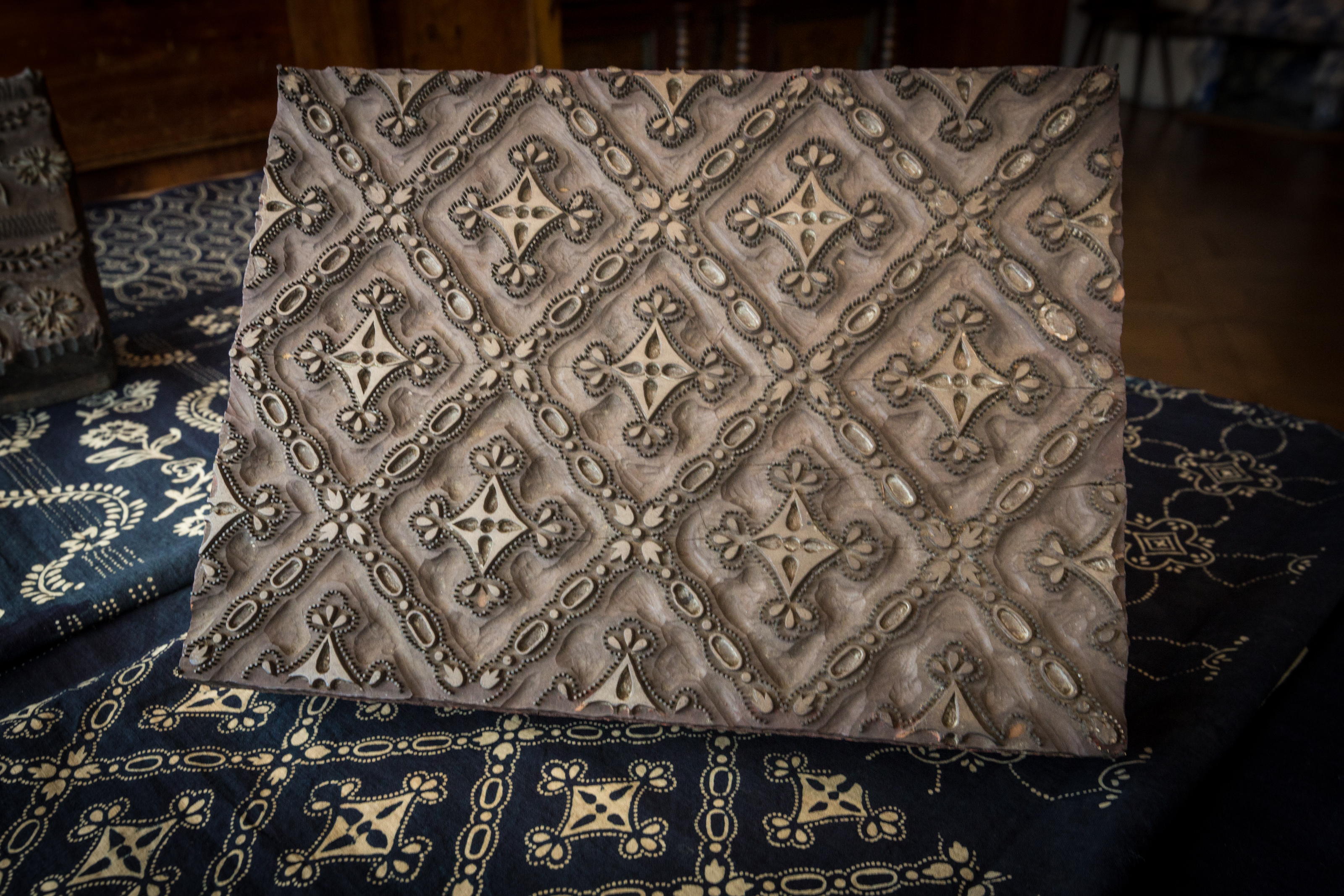
Planche à imprimer.
Coll. Musée alsacien de Strasbourg.

Après avoir été esquissés, les motifs sont sculptés dans une planche de forme quadrangulaire d’environ  20 à 25 cm de côté, en bois d’arbre fruitier, parfois renforcé de couches de bois moins dense. Les décors sont dégagés du bois par un travail à la gouge ou au ciseau à bois et gardés en relief, mais leur surface doit rester bien horizontale. Ces parties seront en effet en contact avec le tissu lors de l’application de la pâte qui fera la « réserve » –ou absence de couleur. Au XVIIIe siècle, les teinturiers commencent à sertir dans les planches de petits éléments de laiton, lamelles ou picots, qui sont partiellement enfoncés dans le bois, puis soigneusement égalisés à leur partie supérieure. Ils vont donner l’impression d’une surface en demi-teinte car la réserve blanche n’y sera pas dense.
Sur la tranche de chaque planche est peint un numéro, que l’on aperçoit en regardant l’étagère où elle est rangée. Grâce à cette indication, le catalogue des décors permet alors de trouver facilement le tampon recherché.

## Impression et teinture

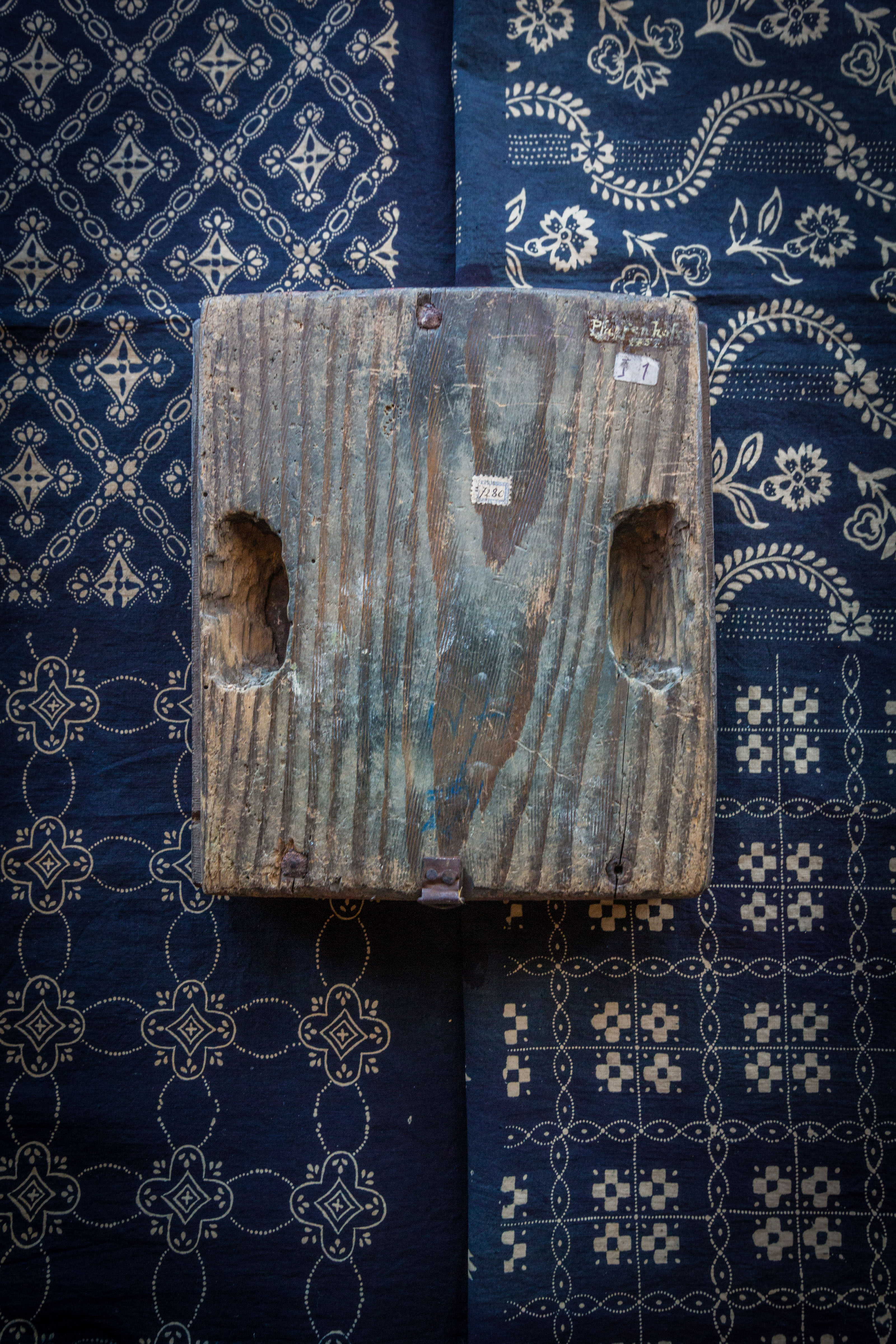
Planche à imprimer.
Coll. Musée alsacien de Strasbourg.

La toile est trempée dans un bain de soude pour enlever toute saleté sur le tissu qui, après rinçage, est apprêté et calandré. Dans l’atelier d’impression est dressée une longue table servant de plan de travail. Un gros tampon est enduit d’une bouillie collante. L’ouvrier imprimeur saisit la planche à l’arrière grâce à des cavités prévues pour la main, l’appuie sur le tampon de sorte qu’elle se trouve enduite de cette pâte, dont la recette varie selon les fabricants et les époques.
La planche enduite de ce mélange est ensuite plaquée à la main sur le tissu, sur lequel elle dépose la pâte collante qui va préserver certaines parties de la teinture en adhérant aux fibres textiles.
L’ouvrier, qui s’est repéré sur le tissu grâce à un picot, donne alors de petits coups de maillet sur le bois pour augmenter le contact. La toile est ensuite séchée durant une quinzaine de jours pour que la pâte soit bien fixée.
Après le séchage de ce produit, le tissu est teint en bleu par des bains successifs. La teinture au pastel se fait à froid, dans de grandes cuves en bois en partie enfoncées dans le sol. Au-dessus, une couronne de fer forgé munie de crochets permet d’accrocher une partie de la toile à sa sortie de la cuve, évitant ainsi que les pans de tissu se collent l’un contre l’autre. Le tissu est vert lorsqu’il sort du bain de teinture, mais bleuit au contact de l’air. Une fois le séchage terminé, le motif se détache en blanc sur fond bleu, puisqu’il est resté protégé de la teinture bleue qui couvre le reste du tissu.

## Couleurs et décors

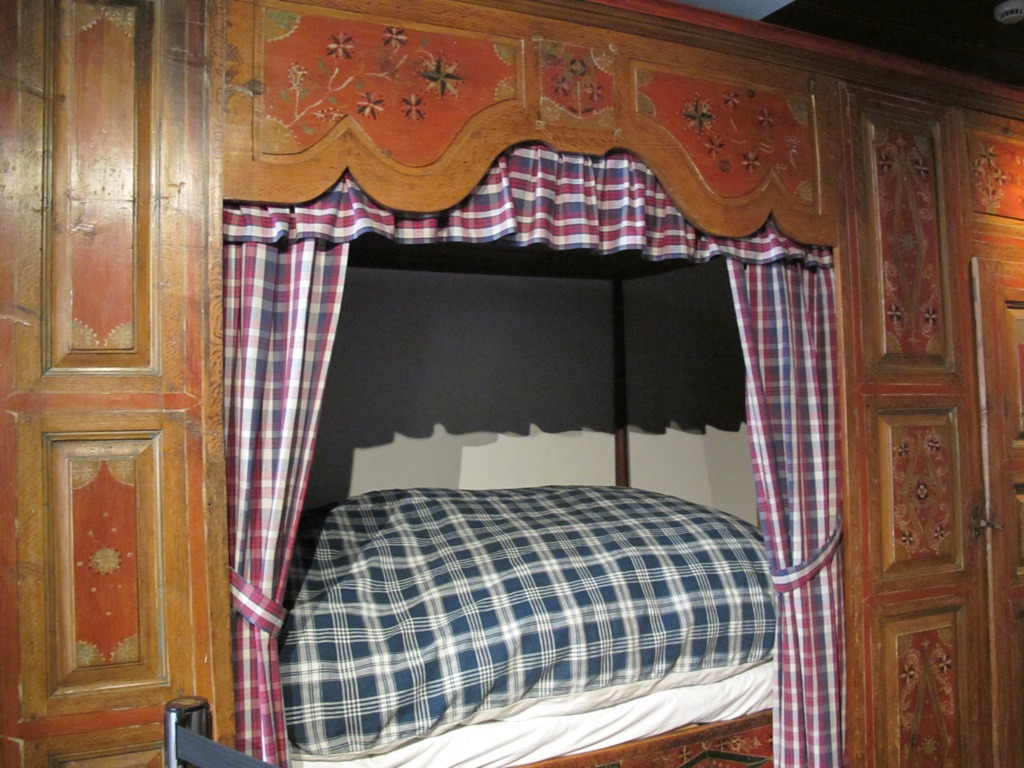
Alsacien

Le pastel, ou guède, est utilisé dès l’Antiquité et jusqu'au XVIIe siècle comme colorant bleu, puis l’indigo arrive en Europe. Sa base colorante, l’indigotine, est la même que celle du pastel, mais elle donne un bleu bien plus intense. Ce produit est adopté plus ou moins rapidement par les artisans teinturiers, car il est importé et donc bien plus cher que le pastel. Il est utilisé de préférence sur un tissu lui aussi fait de fil importé, le coton, tandis que le pastel reste associé au lin, produit en Europe.
Une nouvelle nuance de bleu est utilisée en teinturerie dès la fin du XVIIIe siècle, le bleu de Prusse, d’origine chimique, inventé par hasard à Berlin. À partir des années 1820, l’Administration des Mines de Bouxwiller (Bas-Rhin) qui exploite des mines de lignite, va produire chimiquement cette couleur, appelée en Alsace « bleu de Bouxwiller ».
Le XVIIIe siècle a été « l’âge d’or » de la production  de textile au « bleu de réserve », d’abord avec des décors de fleurs et de fruits, puis avec des motifs Louis XVI de guirlandes et de bouquets. Les formes géométriques apparaissent au milieu du XIXe siècle et comportent des impressions de plus en plus fines, les décors sculptés étant de plus en plus souvent remplacés par des picots. Les modifications dues à l’industrialisation vont voir des rouleaux remplacer les planches .

## La teinturerie Moritz à Pfaffenhoffen

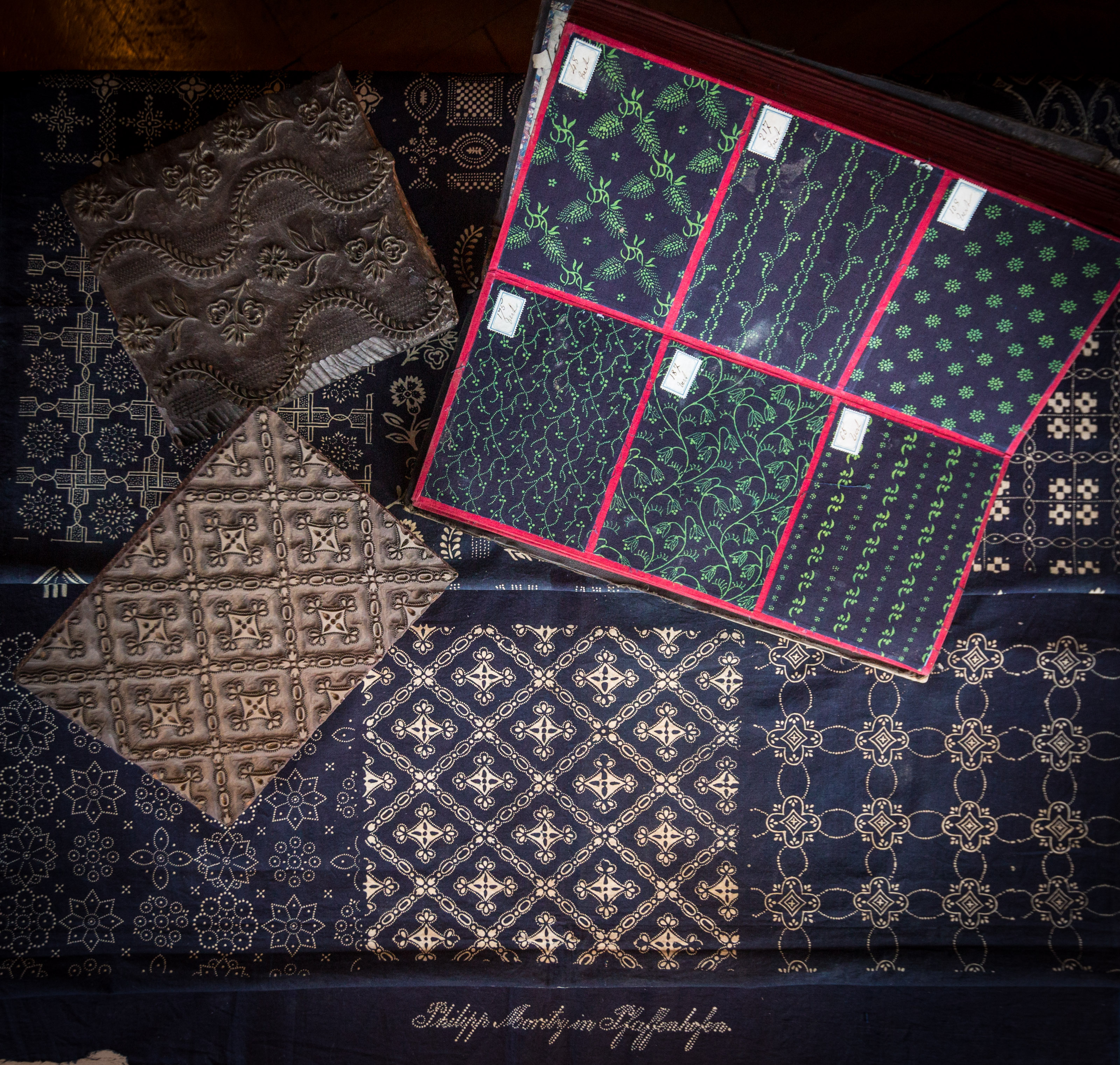
Échantillons de la teinturerie Moritz.
Coll. Musée alsacien de Strasbourg.

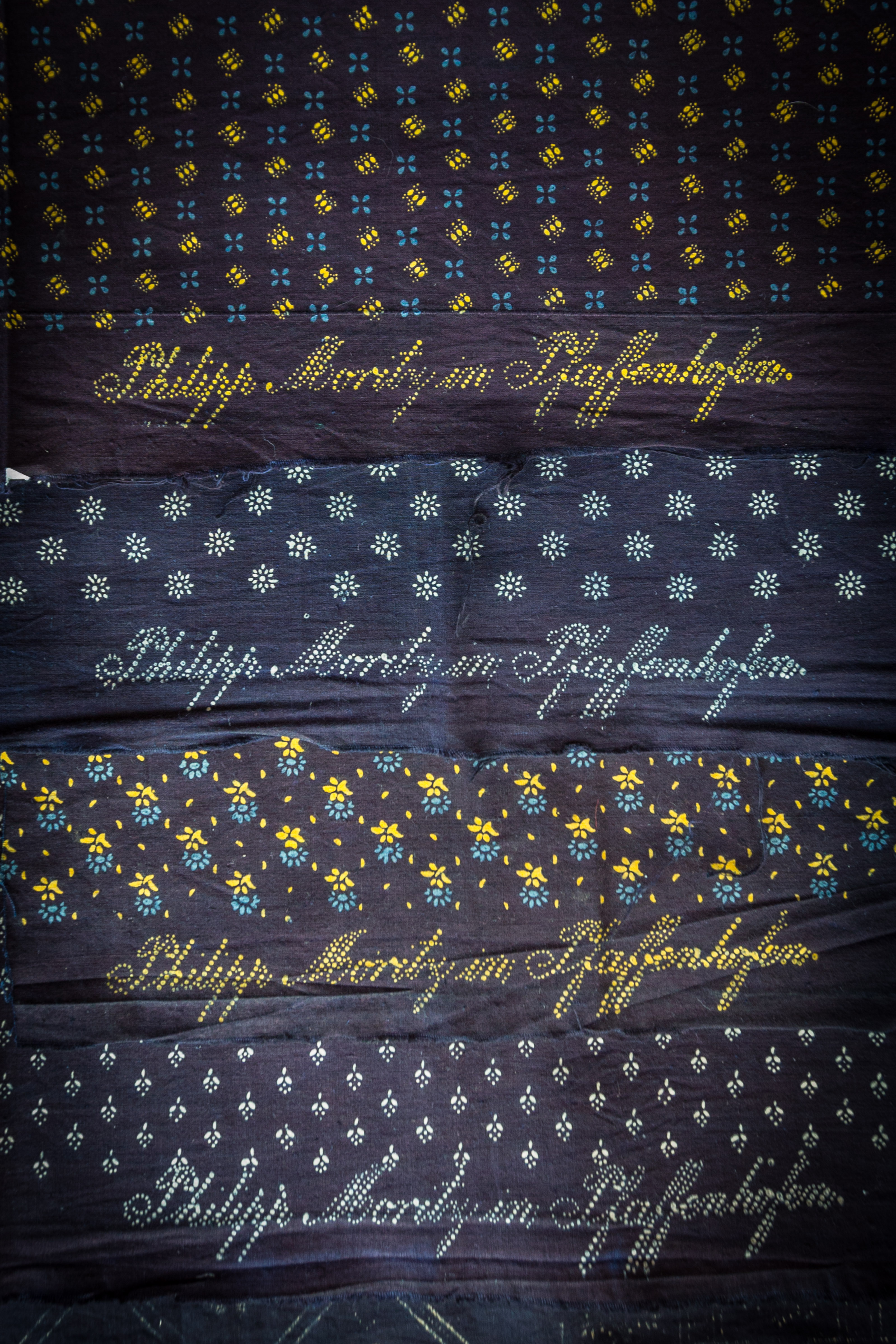
Échantillons de la teinturerie Moritz.
Coll. Musée alsacien de Strasbourg.

Le bourg de Pfaffenhoffen est réputé dès le XVe siècle pour sa production de draps, largement exportée. Des teinturiers y sont mentionnés dès 1478. Une maison de teinturier, dite maison Moritz, située 2 rue du Rempart, y a été répertoriée. C’est là, au bord de la Moder, que s’est installée une teinturerie utilisant la garance, alors exploitée à large échelle dans les environs de Haguenau. Philippe Moritz, son fils Philippe Jacques (1813-1890) et sans doute son petit-fils Philippe Georges (1848-1914), ont repris le métier familial et poursuivi la teinturerie, tout en s’adaptant aux changements de produits tinctoriaux.
Au Musée Alsacien de Strasbourg sont conservés des éléments provenant de cette entreprise. Il s’agit d’une part de planches à imprimer, sans doute utilisées encore au milieu du XIXe siècle. Des catalogues d’échantillons que l’on présentait aux clients potentiels, ainsi que de multiples morceaux de cretonne présentant une grande variété de motifs datent environ des années 1880 à, 1920. Certains lés de tissu portent la marque de fabrique « Philipp Moritz in Pfaffenhoffen ».
Après la garance, l’entreprise Moritz a utilisé un nouveau colorant, le bleu de Prusse, fabriqué à Bouxwiller. Certains morceaux de tissu présentent la technique de la réserve, motifs blancs entourés d’un fond bleu, la plupart des autres paraissent avoir été imprimés à l’aide de rouleaux, ce qui donne l’effet d’un pochoir. Les couleurs imprimées sur le fond bleu foncé sont quasi exclusivement du jaune, du vert et parfois un bleu indigo. Cet ensemble est le témoignage le plus récent en Alsace de la pratique de l’impression au bleu de réserve.

## À voir
Au Musée de l'impression sur étoffes de Mulhouse est présentée la fabrication des toiles imprimées, dont la partie consacrée à l’impression est semblable à celle qui était pratiquée dans les ateliers d’impression en réserve.
Un atelier de fabrication de tissu au bleu de réserve est présenté au Museum für Thüringer Volkskunde à Erfurt (Allemagne).
En Autriche, la dernière fabrique artisanale de ces tissus, l’entreprise Josef Koó, dans le Burgenland autrichien a été répertoriée en 2010 au patrimoine mondial immatériel de l'Unesco, dans la catégorie Traditionnelle Handwerktechniken (techniques artisanales traditionnelles). L’impression au bleu de réserve a été bien implantée dans la région située entre l’Autriche, la Hongrie et la Slovaquie et c’est
dans cette zone d’Europe centrale que la fabrication s’en est maintenue le plus longtemps.